# Pedroche
Pedroche es un municipio situado en el norte de la provincia de Córdoba, en la Comarca de Los Pedroches, comunidad autónoma de Andalucía, España. Este pintoresco pueblo ofrece un paisaje de campos de dehesas de encinas dedicadas a la ganadería extensiva de cerdo ibérico y ovino, su principal actividad económica. 
El pueblo, asentado en una pequeña loma, de calles armoniosas, estrechas y empinadas, ofrece una bonita estampa en la que destaca la torre de la Iglesia del Salvador; pero sobre todo lo que sobresale en la mayor parte de las edificaciones es el uso del granito como elemento de construcción, contrastando con la cal; algo común al resto de los municipios de la comarca. Este pueblo se considera la capital histórica de las siete villas, donde dichas villas proceden del pueblo de Pedroche. No se sabe muy bien cuando se fundó este pueblo, una teoría apunta al año 2263 a. C., pero otra teoría señala su fundación al 300 a. C. Por Pedroche pasaron tanto los romanos, como visigodos y los árabes, pero por desgracia muchos documentos de esas épocas están desaparecidos o simplemente no son estudiados. Pero los dos pilares que hacen conocer a Pedroche son su iglesia con la torre parroquial y su fiesta dedicada a su patrona denominada «Los Piostros». 
En el año 2016 contaba con 1603 habitantes. Su extensión superficial es de 124,66 km² y tiene una densidad de 12,86 hab/km². Sus coordenadas geográficas son 38° 25′ N, 4° 45′ O. Se encuentra situada a una altitud de 621 metros y a 93 kilómetros, aproximadamente, de la capital de provincia, Córdoba. Pertenece al partido judicial de Pozoblanco.

## Geografía física

### Límites
Pedroche está casi situado en el centro del valle de Los Pedroches, y su término municipal limita al norte con Torrecampo, al sur con Pozoblanco, al este con Villanueva de Córdoba y Torrecampo y al oeste con Dos Torres.

### Orografía
Pedroche es un pueblo situado en el centro de la Comarca de Los Pedroches, sobre un gran cerro, el cual sus fundadores pensaron que sería un elemento a favor para su defensa en caso de ataque. Este municipio, al igual que la comarca de Los Pedroches, está situado sobre una penillanura granítica, semejante a la meseta. Pero el paso del tiempo y debido a las lluvias, al viento y al paso de pequeños torrentes y arroyos, el paisaje ha ido erosionando, creando hermosos cerros ondulados, que durante el verano son cubiertos por los densos pastos y salpicados por las centenarias encinas creando un hermoso paisaje, al mezclarse el azul del cielo con el amarillo oro del pasto. Los cerros más conocidos son el cerro Hidalgo, el cerro de las Ánimas y el cerro San Pedro.

### Hidrografía
Las tierras del valle de los Pedroches pertenece a la cuenca del Guadiana, y como Pedroche está al norte de este valle, sus aguas desembocaran en el río Guadiana. Su red fluvial no es muy destacada ya que por su término solo pasan pequeños riachuelos y torrentes que llevan sus aguas a los dos grandes y más importantes arroyos, el Santa María y el Guadamora.
El arroyo Santa María
Este arroyo nace al suroeste de Pozoblanco, luego llega al término municipal.

### Minas
Pedroche posee algunas abandonadas:
- Mina de azogue, mercurio y plomo situada por todo el pueblo
- Mina de pirita y calabrita en la ermita de San Sebastián

### Clima
El clima gachero es un clima de tipo mediterráneo y submeseta meridional, con veranos calurosos e inviernos fríos.
La temperatura es variable, pudiéndose registrar en invierno una media de 6-8 °C con algunas heladas, la nieve rara vez hace acto de presencia. En verano la temperatura media es de 24 °C, y en los días más calurosos se pueden superar los 40 °C. Las temperaturas medias son de 18-19 °C.
Las lluvias no son muy abundantes. El promedio de días de lluvia oscila entre 60 y 70, con una capacidad de agua vertida de 700 mm. La humedad es del 60-65%.

### Flora y fauna
En el monte alto dominan las corpulentas y centenarias encinas cuya especie solo existe en Pedroche, suministrando carbón y leña. En el monte bajo destacan los olivos, la jara, el madroño, lentisco, tomillo, romero... Y al lado de los río o cerca se encuentran plantas de ribera como los tamujos, adelfas, álamos...
Como plantas pratenses se encuentra vallico avena, groma, alvejanas, jaramagos...
En la fauna si buscas en el monte alto podrás encontrar algún ciervo o jabalí pero lo que más hay en Pedroche son los depredadores, tales como zorros, Ginetas, hurones, comadrejas... También se encuentra algún lobo que baja de la Sierra. En el monte medio y bajo puedes encontrar en abundancia liebres y conejos. Como aves encuentras el gorrión, el jilguero, el mirlo, el triguero, la alondra, la cogujada, el mochuelo, perdices, etc.
Algunas son la golondrina, cigüeñas, el vencejo y el abejaruco. Entre los viejos arbustos encontramos reptiles como lagartos y lagartijas de varias especies, la culebra de escalera, la viperina, totalmente inofensiva, la bastarda, la de herradura... Y en las charcas ranas y sapos de diversas especies que, junto al resto de fauna, hacen de nuestra tierra un lugar rico y variado, atractivo para cualquier persona que sepa disfrutar de la interesante vida animal que habita en estos campos, de influencia mediterránea.

## Demografía
Pedroche cuenta con una población de 1456 habitantes (INE 2024).
| Gráfica de evolución demográfica de Pedroche entre 1842 y 2021                                                      |
| |
| Población de derecho según los censos de población del INE Población de hecho según los censos de población del INE |

## Economía
Sector primario

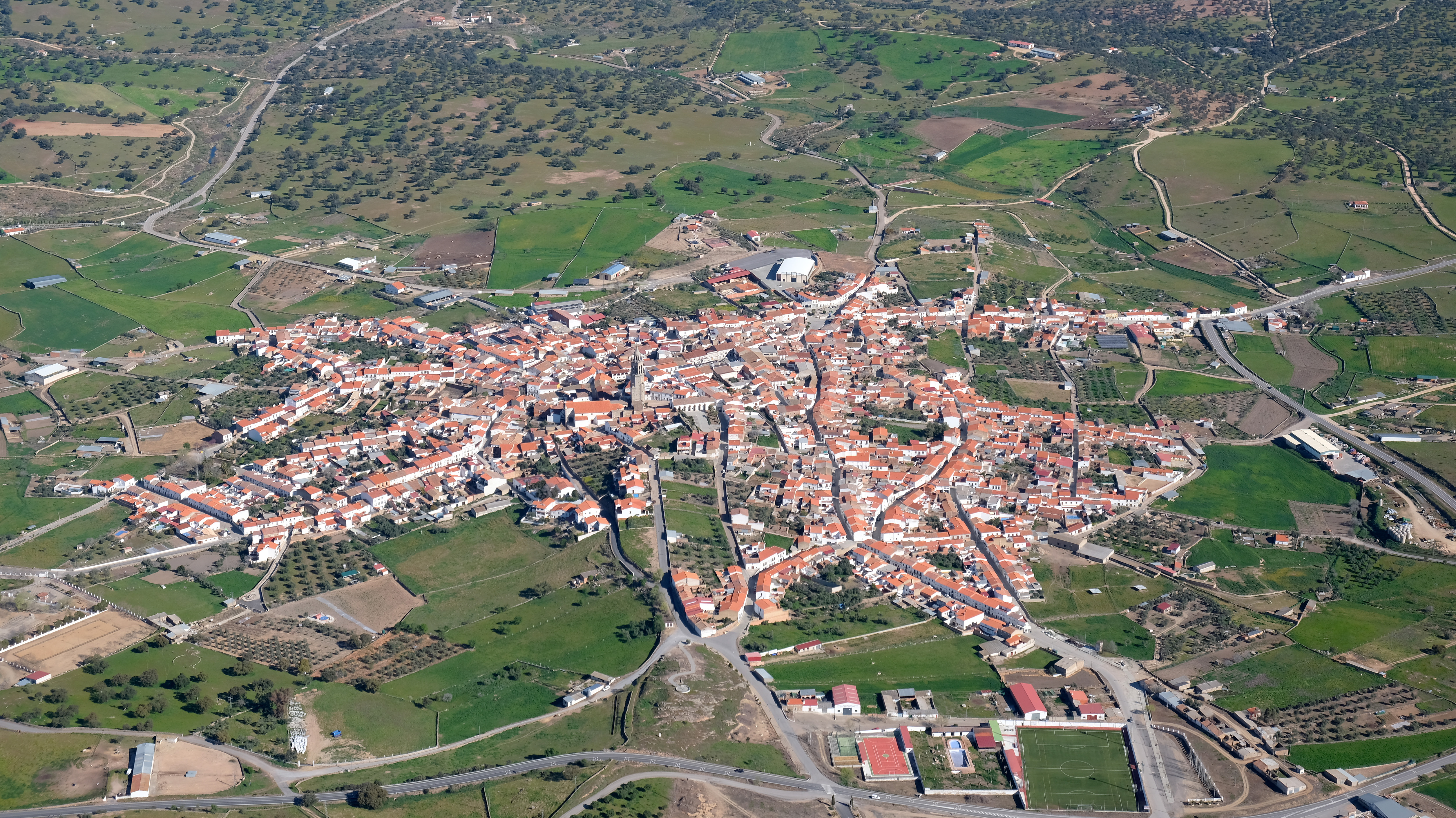
Pedroche

La economía de Pedroche se basa en el sector primario; es decir, la agricultura y la ganadería. Pedroche cuenta con aproximadamente unas 12165 hectáreas. La mayor parte de estas hectáreas se utilizan para el cultivo de la avena, alfalfa, trigo, maíz. Pero Pedroche también se dedica al cultivo de huertos con siembra de regadío.
Pedroche era un pueblo antes lleno de animales pero, debido a la poca ganancia las personas que los cuidaban, los han dejado y se han dedicado a otro oficio. La ganadería practicada en Pedroche es la ovina, vacuno y porcina aunque la más extendida y numerosa es la equina.
Sector secundario
En Pedroche la industria está poco desarrollada.
Sector terciario
Ha empeorado mucho: apenas hay comercios, solo dos supermercados, un fotógrafo, un estanco y una tienda de ropa. Lo que más abunda en Pedroche es la hostelería. No hay hoteles pero si lugares de pensionista, pubs, bares, restaurantes.
Transporte
En Pedroche hay una empresa de autocares  llamada Autobuses Tirado y una empresa de taxis que cuenta con eurotaxis adaptados para minusválidos y taxis de 7 plazas (Taxi Conde).

### Evolución de la deuda viva municipal
| Gráfica de evolución de Deuda viva del Ayuntamiento de Pedroche entre 2008 y 2019                                |
| |
| Deuda viva del Ayuntamiento de Pedroche en miles de Euros según datos del Ministerio de Hacienda y Ad. Públicas. |

## Bienestar social
Pedroche posee lugares de ocio como:
- Parques: Pedroche posee unos 8 parques, tanto de uso infantil como de paseo.
- Campo de fútbol: Es el campo de Fútbol del Pedroche C. D., recientemente restaurado.
- Piscina. restaurada en 2022
- Pabellón deportivo.
- Pistas polideportivas: Aquí todos los veranos se celebran una mini liga de fútbol sala comarcal.
- Casa de la Juventud: Construida en el 2010.
- Biblioteca: Restaurada en el 2010.
- Escuela de Mayores.
- Escuela de primaria: Situada al lado del cuartel de la Guardia Civil.

### Asociaciones y peñas
Pedroche es un pueblo con numerosas peñas y asociaciones:
- La sociedad de cazadores: Fundada en 1.969. Actualmente con 110 socios. La sociedad se creó solo para los ciudadanos de pedroche.
- AMPA: Organización cuyo fin en Pedroche es ayudar a resolver los problemas de los alumnos del centro escolar Simón Obejo y Valera.
- Asociación de amas de Casa Reina Cava: Creada por las mujeres de pedroche con la intención de apoyar y ayudar a las amas de casa pedrocheñas, hay alrededor de 120 asociados. Hace 25 o 26 años hicieron un libro titulado Gacetas de la aosciación de amas de casa.
- La Peña Madridista Gachera: Asociación formada por todos los madridistas de Pedroche. Su presidente es Antonio Jiménez.
- Banda de Música Santa Cecilia: La Banda de Música “Santa Cecilia" de Pedroche se fundó el 28 de enero de 1917.

Desde 2002 su director es D. José Ángel Olmo Cascos.
En el año 2015, la banda graba su primer trabajo discográfico en directo,El CD está compuesto por 12 marchas procesionales inéditas, bajo el nombre de “ILUSIÓN”
El pasado año 2017, la banda celebró el año de su Centenario con gran variedad de actuaciones, actos y composiciones de marchas y pasodobles Recibiendo la medalla de Oro de la localidad por parte del Excmo. Ayuntamiento de Pedroche.
En la actualidad cuenta con unos 65 músicos de la localidad así como una escuela de música donde hay 35 educando, para las actuaciones la banda se refuerza con componentes de otras bandas del valle de la Banda De Música San Martín de Añora y la Agrupación Musical Guadamora de Torrecampo. 
- Agrupación Musical: Agrupación original de pedroche de unos 35 músicos.

## Historia

### Orígenes
¿Cuándo se colocó la primera piedra a lo que hoy llamamos Pedroche? Por desgracia esta pregunta es muy complicada de responder y no se conoce la respuesta. Muchas veces se ha intentado responder a esta pregunta dando fechas incorrectas, con el fin de aportar un granito de arena para así conocer su fecha de fundación de aquella villa romana llamada Oxintigis, la cual dio nombre al valle de los pedroches, que en esa época se llamaba Oxintiade. Actualmente solo dos teorías compite por su veracidad. La primera teoría, según fray Andrés de Guadalupe este pueblo se erigió en el 2263 a. C. Pero según el gran Historiador romano Plinio el Viejo se fundó en el 300 a. C. Pero ninguna de estas dos teorías son lo bastante sólidas como para certificar la fecha de su fundación.

### Época romana
El historiador romano Plitio dijo literalmente: «En Hispania al norte de la provincia de la bética se sitúa una comarca de nombre Oxintiade con capital en Oxintigis (Pedroche).»
Dicha Oxintigis correspondía al término municipal de Pedroche. Durante la época romana según D. Juan de Oraza a Oxintigis se le cambió el nombre por la famosa Baedro.
De esta época en Pedroche se conserva un sarcófago y un puente romano.

### Época visigoda
Se conoce muy poco de esta época solo que los visigodos expulsaron de Pedroche a los vándalos, y los visigodos construyeron el castillo de Pedroce al que pusieron por nombre Bretus Hins. Hay una leyenda dicha por Moral Padilla, Que D. Rodrigo rey visigodo manda perserguir a los hijos de Witiza apresándolos en un castillo de la comarca de los pedroche llamado Betrus Hins.

### Época mulsulmana
Hay pocas noticias sobre esta época solo que Pedroche consiguió ser el pueblo más poderoso de la actual provincia de córdoba, con una poderosa muralla y un gran castillo (No existentes)
Pedroche cayó una vez antes los cristianos pero no se conoce el año, pero luego cayó en manos de nuevo mulsulmanas, pero finalmente en 1155 cayó en manos del Rey Alfonso VII conocido como en Pedroche el Reu de Pedroche.

### La Reconquista
La conquista se inicia con Alfonso VII rey de Pedroche. Esta conquista fue efímera y duradera debido a que el pueblo estaba muy poblado, y eso dificultaba su defensa. Pedroche primeramente fue conquistada por Alfonso VII, pero los musulmanes la recuperaron al año siguiente. Alfonso la recupera en 1158 y la entrega a la orden de Calatrava para su defensa, pero de nada sirvió por la batalla perdida en Alarcos cayendo de nuevo en manos musulmanas. Finalmente, después de la victoria castellana en las Navas de Tolosa, cayó en manos cristianas.

### SiglosXIVyXV
En esta época nacieron las primeras villas como Vva de Córdoba, Alcaracejos, Vva del Duque y Añora.
Estas villas se pusieron bajo el mando de la capital del valle Pedroche, Durante esta época Pedroche tuvo un gran político y económico. Durande el siglo XV estuvo bajo tutela de los Reyes Católicos.
Pedro López de Ayala en su Libro de la caza de las aves cita el Pedroche como uno de los sitios en los que se criaban los mejores gavilanes y con los que llegó a repoblarse una parte de Galicia.

### SigloXVI
En este siglo Pedroche era un emporio de grandeza. En esta época se empieza a construir la gran torre derruida en siglo pasado por los Reyes católicos. También en esta época se construyó el convento de la concepción y la Iglesia.

### Época del marquesado
A mediados del siglo XVI Felipe IV separó el Valle de los Pedroches de la jurisdicción de Córdoba entregándosela a los marqueses de El Carpio. Durante los 187 años que Pedroche paso bajo la jurisdicción de los carpio Pedroche cayó en la decadencia, debido a las crisis económicas, y a las enfermedades que obligaron a la población a abandonar el gran pueblo de Pedroche para fundar la conocidas como 7 Villas. En el año 1747 desapareció la jurisdicción del marquesado sobre las villas de Pedroche. Después Pedroche fue decayendo poco a poco hasta nuestros días.

### SigloXIX
Sobre en 1808 y 1810 las tropas francesas tomaron Pedroche saqueando su gran custodia de plata dejándola en la pobreza absoluta. El 17 de abril de 1835, en la emita de Piedrasantas. Las 7 villas se independizaron quitando ya definitivamente su esplendor.

## Patrimonio artístico y monumental
- La Plaza
- Mercado Central

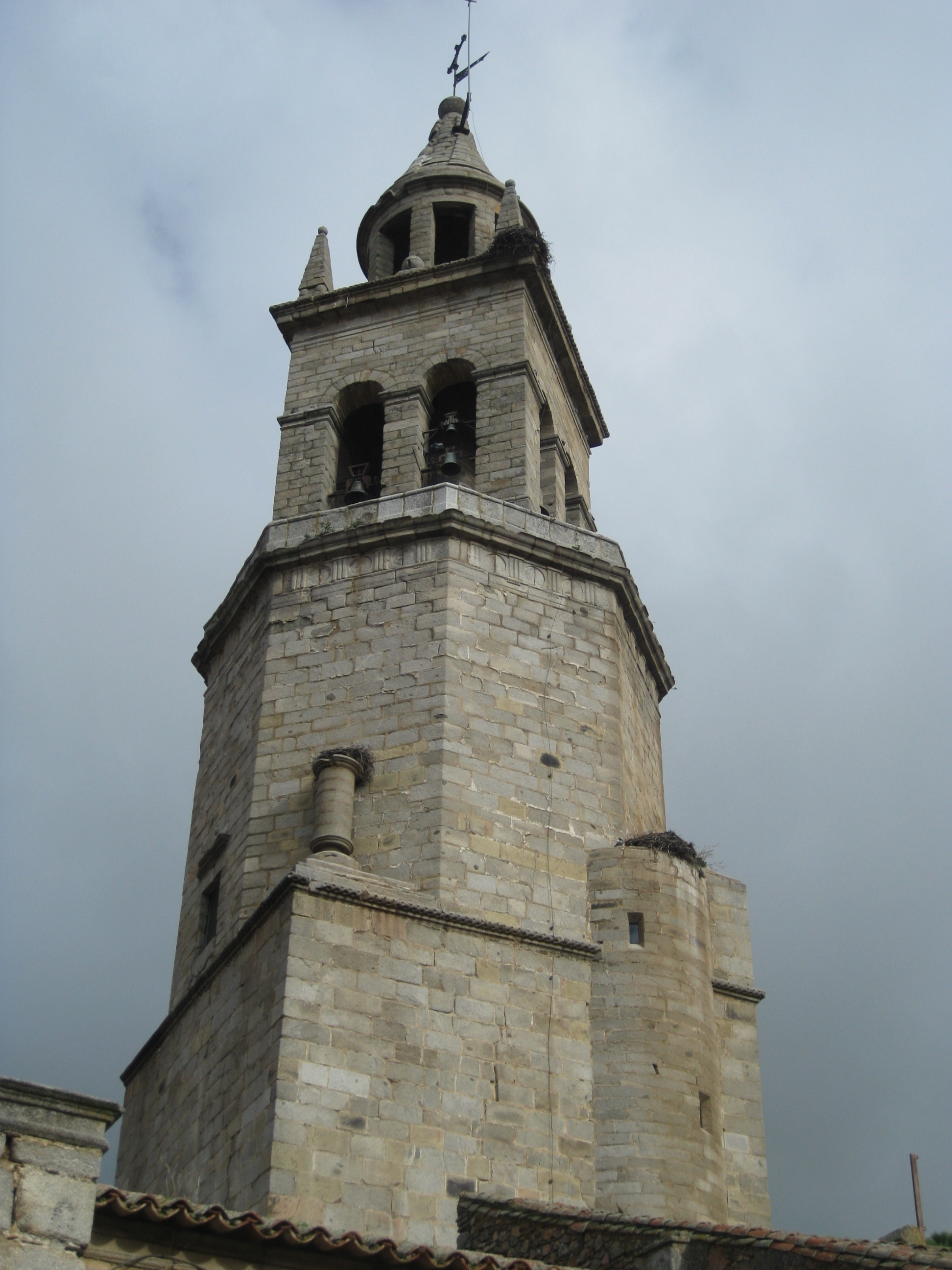
Torre de la Iglesia de Pedroche, fabricada en granito en su totalidad.

- Iglesia del Salvador ( construida sobre el antiguo castillo)
- La Torre renacentista realizada por el famoso  arquitecto Hernán Ruiz, emblema de la localidad
- Convento de Nuestra señora de la Concepción (Pedroche)
- Ermita de Nuestra Señora de Piedrasantas
- Ermita de San Sebastián
- Ermita de Nuestra Señora del Castillo
- Ermita de Santa Lucía
- Casas señoriales con dinteles y escudos de granito de los S. XV y XVI. Una de ellas con símbolos judíos sefardíes recientemente descubiertos en 2025.

## Fiestas

### Los Piostros
Se celebran el día 7 y 8 de septiembre y es una de las mayores concentraciones equinas de Andalucía. Estos días las gentes de Pedroche bajan en sus cabalgaduras (Caballos, yeguas, burros, mulas y jamugas) Los jinetes bajan a la ermita de su señora con gran felicidad y con risas. Lo que hace muy especial a esta fiesta es que las mujeres van montada en unos sillas puestas encimas de los mulos y acompañadas de sus pajes. Cuando llegan a la virgen el párroco da una misa a todos los jinetes y después la banda toca una bonitas melodías. Después de esto cuando ya todos los eventos han finalizado los jinetes ponen rumbo a la famosa cuesta de Pedroche llamada el ``Molar´´ allí todos los jinetes dan al galope a sus files acompañantes. El día 7 los piostros se celebran por la tarde y el día 8 por la mañana. En el año 2010, esta fiesta se ha declarado Fiesta de Interés Turístico de Andalucía.

### La función de los Soldados
Fiesta antigua de Pedroche que se celebra el primer lunes de Pascua. La leyenda de sus orígenes cuenta que en 1917 durante la guerra de Marruecos una modesta ama de casa, Clarita, tuvo la mala suerte de que su novio marchara a la guerra el llamado Manolete. Ella en plena tristeza una tarde bajo a la ermita haciendo una promesa con la virgen de Piedrasantas diciendo que si su novio volvía de la guerra el primer lunes de pascua le dedicaría una misa y una fiesta, así nació esta fiesta. Después de la misa antiguamente los del año de la mili sacaban a la virgen en procesión, pero como ya no hay servicio militar la sacan en procesión los quintos.